# Robert W. Ward
Robert Walter Ward (26 de novembro de 1929 - 3 de abril de 1997) foi um político norte-americano. Foi o terceiro vice-governador do Alasca, no período de 29 de janeiro de 1969 a 7 de dezembro de 1970.